# Nevjera
Nevjera ili varanje, u najširem smislu predstavlja kršenje međusobno prihvaćenih "pravila" u intimnom odnosu dvoje ljudi.
Što se u tom smislu smatra "nevjerom" ili "varanjem" ovisi o svakom pojedinom slučaju, odnosno o prirodi samog odnosa - je li on monogaman ili, nasuprot tome otvoren. U načelu većina tzv. ozbiljnih odnosa pretpostavljaju svojevrsnu obvezu partnera da nemaju seksualne odnose s trećim osobama ako nisu prethodno izričito dopustili takvu mogućnost; kršenje te obveze sa sobom obično povlači ozbiljne emocionalne povrede i stvara probleme u vezi. "Varanje" pretpostavlja kršenje dobre vjere među partnerima, odnosno izdaju zajedničkih vrijednosti kojima se definirala veza. Ono u praksi ne mora uvijek sadržavati spolni čin, pa se tako muškarac može "varati" svoju djevojku samim time što se upušta u flert s drugom ženom. Zbog toga se ponekad nevjera može dijeliti na seksualnu i emocionalnu nevjeru.